# Sokratis Fitanidis
Sokratis Fitanidis (gr. Σωκράτης Φυτανίδης; ur. 25 maja 1984 roku w Kufalii, Grecja) – grecki piłkarz, grający na pozycji środkowego obrońcy.

## Kariera piłkarska

### Kariera klubowa
Jest wychowankiem drużyny PAO Kufalion. 1 lipca 2002 roku podpisał kontrakt z klubem Apollon Kalamaria, który występowała wówczas w drugiej lidze. W sezonie 2002/2003 jego drużyna zajęła 3. miejsce, które dawało możliwość gry w barażach o awans do Superleague Ellada. W dodatkowym meczu przegrali jednak 2–1 z Ionikosem Nakaias. W następnym sezonie uplasował się z zespołem na 2. pozycji, dzięki czemu tym razem udało im się bezpośrednio awansować do I ligi. W sezonie 2004/2005, już w I lidze, zajął ze swoją ekipą 12. miejsce. W kolejnym sezonie jego drużyna poprawiła swoją lokatę – tym razem uplasowali się na 9. lokacie. W sezonie 2006/2007 zajął z zespołem 12. pozycję. Jego drużyna zgromadziła 35 punktów – tyle samo co kluby Iraklis Saloniki (13. miejsce) oraz AO Kerkira (14. miejsce i spadek). Ekipy Apollonu Kalamaria i Iraklisu Saloniki utrzymały się w lidze tylko dzięki tak zwanej małej tabeli, czyli rozstrzygnięć w sezonie między zainteresowanymi drużynami. W sezonie 2007/2008 jego zespół uplasował się na, ostatniej, 16. pozycji, która oznaczała spadek. Jednak on, jeszcze w trakcie trwania rozgrywek, 1 stycznia 2008 roku przeszedł za 400 tysięcy € do klubu Asteras Tripolis. Z nowym zespołem w sezonie 2007/2008 zajął 7. miejsce. W sezonie 2008/2009 uplasował się z tą drużyną na 12. pozycji. W następnym sezonie ponownie zajął ze swoją ekipą 12. lokatę. W sezonie 2010/2011 uplasował się z drużyną na 13. miejscu – ostatnim, które zapewniało utrzymanie się w Superleague. Po tych rozgrywkach 1 lipca 2011 roku na zasadzie wolnego transferu przeszedł do klubu Atromitos Ateny. Sezon 2011/2012 jego zespół zakończył na 4. pozycji, dzięki czemu mogli zagrać w barażach o eliminacje do Ligi Mistrzów. Jednak w dodatkowych meczach zajęli 3. miejsce, więc na pocieszenie pozostał im udział w Lidze Europy. W następnym sezonie uzyskał ze swoją ekipą 4. lokatę, dzięki czemu ponownie mogli starać się w dodatkowych meczach o udział w eliminacjach do Ligi Mistrzów. Jego zespół w barażach zajął 2. miejsce i ponownie zakwalifikowali się tylko do Ligi Europy. W sezonie 2013/2014 jego drużyna uplasowała się na 3. pozycji. W barażach o kwalifikacje do Ligi Mistrzów jego ekipa zajęła 3. miejsce, które dawało udział w III rundzie kwalifikacyjnej Ligi Europy.
W 2018 roku Fitanidis przeszedł do rumuńskiego klubu Gaz Metan Mediaș.

### Kariera reprezentacyjna
Sokratis Fitanidis wystąpił w reprezentacji Grecji do lat 19 w 13 meczach strzelając 1 bramkę. Zagrał z nią w eliminacjach do Mistrzostwa Europy U-21 w 2006 roku. W ramach tych kwalifikacji wystąpił w 8 spotkaniach, jednak jego drużyna nie awansowała na te mistrzostwa.
W 2013 roku dwukrotnie był powoływany na mecze seniorskiej reprezentacji Grecji – 6 lutego na mecz ze Szwajcarią oraz 14 sierpnia przeciwko Austrii. Jednak w obu tych spotkaniach siedział na ławce rezerwowych.